# Muhsin Yazıcıoğlu
Muhsin Yazıcıoğlu (31 décembre 1954 à Sivas – 25 mars 2009 Kahramanmaras) est homme politique turc. Ancien militant des Loups gris et du Parti d'action nationaliste (MHP), il est le fondateur du BBP (Parti de la grande unité).  
Aux élections législatives turques de 2007, il est le seul élu de son parti, il était candidat indépendant afin d'échapper au seuil électoral.
Muhsin Yazıcıoğlu est décédé à la suite d'un accident aérien le 25 mars 2009. Il se rendait à Yozgat en partant de Kahramanmaras en hélicoptère afin d'assister au meeting de son parti lors des élections régionales de 2009.